# Llista de monuments de Figaró-Montmany
Llista de monuments de Figaró-Montmany inclosos en l'Inventari del Patrimoni Arquitectònic Català per al municipi de Figaró-Montmany (Vallès Oriental). Inclou els inscrits en el Registre de Béns Culturals d'Interès Nacional (BCIN) amb la classificació de monuments històrics i els Béns Culturals d'Interès Local (BCIL) de caràcter arquitectònic.
| Monument                                                         | Protecció    | Estil/època                                       | Localització                                                        | Coordenades                                          | Codi?         | Imatge |
| ---------------------------------------------------------------- | ------------ | ------------------------------------------------- | ------------------------------------------------------------------- | ---------------------------------------------------- | ------------- | --- |
| Castell de Montmany, Castell dels Moros, del Prat o de la Rovira | BCIN 1089-MH | Romànic XI                                        | Figaró-Montmany Montmany                                            | 41° 43′ 18″ N, 2° 15′ 01″ E / 41.721550°N,2.250208°E | RI-51-0005554 | Castell de Montmany (Figaró-Montmany) · Vegeu més fotos d'aquest monument · Carregueu una nova foto d'aquest monument                       |
| Torre de Puiggraciós                                             | BCIN 1090-MH | Obra popular XIX                                  | Figaró-Montmany Santuari de Puiggraciós                             | 41° 42′ 22″ N, 2° 14′ 55″ E / 41.706085°N,2.248531°E | RI-51-0005555 | Torre de Puiggraciós (Figaró-Montmany) · Vegeu més fotos d'aquest monument · Carregueu una nova foto d'aquest monument                      |
| Habitatge a la plaça Major, Can Recasens                         |              | Eclecticisme XIX                                  | Figaró-Montmany Pl. Major, 2 - ctra. de Ribes, 54, el Figaró        | 41° 43′ 18″ N, 2° 16′ 23″ E / 41.721756°N,2.273051°E | IPA-29125     | Can Recasens (Figaró-Montmany) · Vegeu més fotos d'aquest monument · Carregueu una nova foto d'aquest monument                              |
| Can Mestre                                                       |              | Noucentisme XX Inici                              | Figaró-Montmany C. Mossèn Cinto Verdaguer, 79, el Figaró            | 41° 43′ 24″ N, 2° 16′ 26″ E / 41.723271°N,2.273757°E | IPA-29126     | Can Mestre (Figaró-Montmany) · Vegeu més fotos d'aquest monument · Carregueu una nova foto d'aquest monument                                |
| Can Gallart                                                      |              | Noucentisme Manuel Joaquim Raspall XX             | Figaró-Montmany C. Mossèn Cinto Verdaguer, 77, el Figaró            | 41° 43′ 23″ N, 2° 16′ 26″ E / 41.723100°N,2.273867°E | IPA-29127     | Can Gallart (Figaró-Montmany) · Vegeu més fotos d'aquest monument · Carregueu una nova foto d'aquest monument                               |
| Església de Sant Rafael i Santa Anna                             |              | Obra popular XIX Mitjan                           | Figaró-Montmany Pl. de l'Església, el Figaró                        | 41° 43′ 18″ N, 2° 16′ 25″ E / 41.721676°N,2.273667°E | IPA-29128     | Església de Sant Rafael i Santa Anna (Figaró-Montmany) · Vegeu més fotos d'aquest monument · Carregueu una nova foto d'aquest monument      |
| Cases a la carretera de Ribes                                    |              | Noucentisme XX                                    | Figaró-Montmany Ctra. de Ribes N-152, el Figaró                     | 41° 43′ 10″ N, 2° 16′ 24″ E / 41.719399°N,2.273445°E | IPA-29129     | Cases a la carretera de Ribes (Figaró-Montmany) · Vegeu més fotos d'aquest monument · Carregueu una nova foto d'aquest monument             |
| Can Ventureta                                                    |              | Noucentisme XX                                    | Figaró-Montmany C. Vallcàrquera, 2-4, el Figaró                     | 41° 43′ 18″ N, 2° 16′ 24″ E / 41.721732°N,2.273448°E | IPA-29130     | Can Ventureta (Figaró-Montmany) · Vegeu més fotos d'aquest monument · Carregueu una nova foto d'aquest monument                             |
| Antic Hotel Congost                                              |              | Noucentisme, Modernisme Manuel Joaquim Raspall XX | Figaró-Montmany Ctra. de Ribes, 45, el Figaró                       | 41° 43′ 17″ N, 2° 16′ 21″ E / 41.721381°N,2.272624°E | IPA-29131     | Hotel Congost (Figaró-Montmany) · Vegeu més fotos d'aquest monument · Carregueu una nova foto d'aquest monument                             |
| Can Delgado                                                      |              | Noucentisme XIX Final                             | Figaró-Montmany Ctra. de Ribes, 32, el Figaró                       | 41° 43′ 15″ N, 2° 16′ 22″ E / 41.720887°N,2.272870°E | IPA-29132     | Can Delgado (Figaró-Montmany) · Vegeu més fotos d'aquest monument · Carregueu una nova foto d'aquest monument                               |
| Can Xicola del Figueró                                           |              | Gòtic, obra popular XVI                           | Figaró-Montmany Ctra. de Ribes, 34, el Figaró                       | 41° 43′ 16″ N, 2° 16′ 22″ E / 41.721037°N,2.272898°E | IPA-29133     | Can Xicola del Figueró (Figaró-Montmany) · Vegeu més fotos d'aquest monument · Carregueu una nova foto d'aquest monument                    |
| Santuari de la Mare de Déu de Puiggraciós                        |              | Barroc XVIII                                      | Figaró-Montmany Puiggraciós                                         | 41° 42′ 22″ N, 2° 14′ 51″ E / 41.706079°N,2.247520°E | IPA-29135     | Santuari de la Mare de Déu de Puiggraciós (Figaró-Montmany) · Vegeu més fotos d'aquest monument · Carregueu una nova foto d'aquest monument |
| Sant Pau de Montmany                                             |              | Barroc XVII                                       | Figaró-Montmany Montmany                                            | 41° 42′ 42″ N, 2° 14′ 41″ E / 41.711636°N,2.244762°E | IPA-29137     | Sant Pau de Montmany (Figaró-Montmany) · Vegeu més fotos d'aquest monument · Carregueu una nova foto d'aquest monument                      |
| L'Ullar                                                          |              | Obra popular                                      | Figaró-Montmany Ctra. de Figaró a Montmany, Montmany                | 41° 42′ 46″ N, 2° 14′ 48″ E / 41.712739°N,2.246781°E | IPA-29138     | L'Ullar (Figaró-Montmany) · Vegeu més fotos d'aquest monument · Carregueu una nova foto d'aquest monument                                   |
| Ermita de Sant Pere de Vallcàrquera                              | BCIL 2009    | Obra popular, romànic XII, XVII                   | Figaró-Montmany Vall de Vallcàrquera                                | 41° 43′ 33″ N, 2° 17′ 20″ E / 41.725716°N,2.288830°E | IPA-29139     | Ermita de Sant Pere de Vallcàrquera (Figaró-Montmany) · Vegeu més fotos d'aquest monument · Carregueu una nova foto d'aquest monument       |
| Rectoria de Vallcàrquera                                         |              | Obra popular XVII                                 | Figaró-Montmany Vallcàrquera                                        | 41° 43′ 34″ N, 2° 17′ 37″ E / 41.726034°N,2.293600°E | IPA-29141     | La Rectoria (Figaró-Montmany) · Vegeu més fotos d'aquest monument · Carregueu una nova foto d'aquest monument                               |
| Can Puig                                                         |              | Obra popular XVIII Mitjan                         | Figaró-Montmany Vallcàrquera                                        | 41° 43′ 39″ N, 2° 17′ 52″ E / 41.727509°N,2.297708°E | IPA-29143     | Can Puig (Figaró-Montmany) · Vegeu més fotos d'aquest monument · Carregueu una nova foto d'aquest monument                                  |
| Can Xicola                                                       |              | Obra popular XX Inici                             | Figaró-Montmany Vallcàrquera                                        | 41° 43′ 32″ N, 2° 17′ 19″ E / 41.725678°N,2.288602°E | IPA-29144     | Can Xicola (Figaró-Montmany) · Vegeu més fotos d'aquest monument · Carregueu una nova foto d'aquest monument                                |
| Can Dosrius, Can Puig                                            |              | Obra popular XVII                                 | Figaró-Montmany Vallcàrquera                                        | 41° 43′ 30″ N, 2° 17′ 49″ E / 41.725118°N,2.297060°E | IPA-29145     | Carregueu una nova foto d'aquest monument                                                                                                   |
| Aqüeducte de Dosrius, Pont de Dosrius                            |              | Obra popular XVIII                                | Figaró-Montmany Sota el mas Dosrius, Vallcàrquera                   | 41° 43′ 32″ N, 2° 17′ 47″ E / 41.725655°N,2.296526°E | IPA-29146     | Carregueu una nova foto d'aquest monument                                                                                                   |
| Pont de Beamonte                                                 |              | Obra popular XX                                   | Figaró-Montmany Sobre el riu Congost                                |                                                      | IPA-37052     | Carregueu una nova foto d'aquest monument                                                                                                   |
| Molí del Mig                                                     | BCIL 2009    | Obra popular XVIII                                | Figaró-Montmany C. Ramon Bosch, 6 - c. Major, 8                     | 41° 43′ 16″ N, 2° 16′ 24″ E / 41.721115°N,2.273274°E | IPA-39576     | Molí del Mig (Figaró-Montmany) · Vegeu més fotos d'aquest monument · Carregueu una nova foto d'aquest monument                              |
| Molí de Vallcàrquera                                             |              | Obra popular XIX-XX                               | Figaró-Montmany                                                     | 41° 43′ 34″ N, 2° 17′ 12″ E / 41.72614°N,2.28661°E   | IPA-41638     | Molí de Vallcàrquera (Figaró-Montmany) · Vegeu més fotos d'aquest monument · Carregueu una nova foto d'aquest monument                      |
| Escales de l'Àngelus                                             |              | Noucentisme, Art Déco XX                          | Figaró-Montmany Ctra. de Ribes - c. Mossèn Jacint Verdaguer         | 41° 43′ 22″ N, 2° 16′ 24″ E / 41.72278°N,2.27335°E   | IPA-53670     | Escales de l'Àngelus (Figaró-Montmany) · Vegeu més fotos d'aquest monument · Carregueu una nova foto d'aquest monument                      |
| Vil·la Pepita i Vil·la Rosita                                    |              | Noucentisme, Modernisme Manuel Joaquim Raspall XX | Figaró-Montmany C. Mn. Narcís Vilarrasa, 2 - c. Font d'en Llanes, 9 | 41° 43′ 14″ N, 2° 16′ 25″ E / 41.72055°N,2.27370°E   | IPA-53675     | Vil·la Pepita i Vil·la Rosita (Figaró-Montmany) · Vegeu més fotos d'aquest monument · Carregueu una nova foto d'aquest monument             |